# Cum laude
Cum laude är en titel som i många akademiska system i världen läggs till hos de studenter som utmärkt sig extra under en högskoleutbildning. Till exempel kan väl presterande studenter, istället för en "artium baccalaureati", ta en "artium baccalaureati cum laude", alltså en kandidatexamen "med beröm".